# Interkontinentální pohár 1965
Šestý ročník Interkontinentálního poháru byl odehrán ve dnech 8. září a 15. září 1965. Ve vzájemném dvouzápase se stejně jako v předchozím roce střetli vítěz Poháru mistrů evropských zemí ročníku 1964/65 - FC Inter Milán a vítěz Poháru osvoboditelů ročníku 1965 - CA Independiente.

## 1. zápas
| 8. září 1965              |        |                  |                                                          |
| FC Inter Milán            | 2 : 0  | CA Independiente | Stadio Giuseppe Meazza, Milán rozhodčí: Rudolf Kreitlein |
| Peiró 3' Mazzola 22', 59' | report |                  | Stadio Giuseppe Meazza, Milán rozhodčí: Rudolf Kreitlein |

## 2. zápas
| 15. září 1965    |        |                |                                                                       |
| CA Independiente | 0 : 0  | FC Inter Milán | Estadio Libertadores de América, Avellaneda rozhodčí: Arturo Yamasaki |
|                  | report |                | Estadio Libertadores de América, Avellaneda rozhodčí: Arturo Yamasaki |

## Vítěz
| Interkontinentální pohár 1965 FC Inter Milán (2. vítězství) |